# 楊本鍼
楊本鍼（？—17世紀），字石生，山東曹州府濮州人，明朝政治人物。

## 生平
天啟元年（1621年）舉人，崇禎四年（1631年）成進士 ，獲授刑部贵州司主事，八年陞員外郎；之後外任河南歸德府知府，以治績聞名。十年再調直隸順德府，在當地清理河渠、懲治貪官，消滅盜匪，以政績稱最陞為副使，負責監督河南糧務，並在陘口備兵；晉山西參政，代理按察使事，釋放無辜牽連的囚犯，官至湖廣按察使，卒於任內。

## 引用
1. 1 2  乾隆《曹州府志·卷十五·人物》：楊本鍼 字石生，濮州人，崇禎辛未進士。初任刑部主事，加本部員外郎，擢守歸德，大有治聲。調順德守，通河渠、除奸胥，弭盜安民，治績稱最；尋陞副使，督河南糧務，備兵陘口，晉山西參政，掌本省臬司事，凡囚犯無辜牽連者，多辨明開釋，後官湖廣臬司卒。
2. ↑  乾隆《曹州府志·卷十三·選舉》：天啟元年辛酉科（舉人）……楊本鍼 濮州人
3. ↑  《崇祯四年辛未科进士三代履历》：楊本鍼，石生，诗四房，庚子十一月初二日生。濮州人，辛酉五十四，會二百七十一，二甲五十名。壬申授刑部贵州司主事，癸酉漕运理刑，乙亥升员外，升歸德知府，丁丑顺德府，戊寅剿撫有功，奉旨纪录，升河南付使、兼參议。戊寅调井陉道。曾祖朱立，赠知县。祖光明，真定同知、乡贤。父公日，增生。